# Otávio Mesquita
Otávio Zaneti Mesquita (Guarulhos, 20 de junho de 1959) é um apresentador, jornalista, empresário, piloto brasileiro.

## Carreira
Começou a carreira na Rede Bandeirantes em 1984 e passou pela Rede Record, Rede Manchete, SBT e RedeTV!. Passou uma pequena temporada na Rede Record e apresentou um programa chamado Talk Show, na década de 1990. No final de 1993, deixou a Rede Manchete (teria retornado em 1998, quando apresentou programa no domingo na emissora) e foi para o SBT. Alguns de seus programas apresentados no SBT foram o Perfil, Tempo de Alegria, Fantasia e Programa Livre. No programa Domingo Legal, apresentou o quadro "Bom Dia Legal", no qual acordava celebridades.
Em junho de 2000, deixou o SBT e foi para a RedeTV!, onde apresentou o programa Perfil 2000, e foi convocado às pressas para apresentar o programa Superpop ao lado de Fabiana Saba, quando Adriane Galisteu (que apresentava o programa) rompeu com a emissora no mesmo ano, onde comandou até 2001, quando Luciana Gimenez assumiu o programa.
Em outubro de 2001, Otávio Mesquita deixou a RedeTV! e voltou à TV Bandeirantes, onde apresentou o programa A Noite É uma Criança, nas madrugadas de segunda a sexta. Otávio também tinha um programa a tarde chamado Popcorn TV, o qual apresentava junto com Luize Altenhofen, quando ele saiu para se dedicar mais ao A Noite. Até novembro de 2013, apresentava o programa Claquete nas madrugadas da Band. Atualmente, é dono de uma produtora audiovisual, a Mesquita Marketing e Mídia.
Em 12 de fevereiro de 2014, assinou contrato com o SBT, depois de 14 anos fora da emissora. O programa, chamado Okay Pessoal, estreou no dia 28 de abril de 2014 e foi exibido de segunda a sexta-feira, após o Jornal do SBT. Após ser autorizado a estrear novo programa no SBT, parou com as gravações do Okay Pessoal para se dedicar ao máximo para esse novo trabalho, que a princípio seria no fim de outubro nas noites de sábado do SBT. A atração, chamada Operação Mesquita, foi adiada e estreou em março de 2017. Em janeiro de 2017, Mesquita também esteve no Fox Sports. Em 2019, fez uma participação na novela As Aventuras de Poliana junto com o seu filho, Pietro Mesquita. Otávio interpretou o personagem Olavo Mosquito e Pietro interpretou o Olavinho.

## Vida pessoal

### Relacionamentos e família
Otávio foi casado com Elisabeth Blanch (com quem teve seu segundo filho, o músico John Blanch). Também foi casado com a jornalista Janaína Barbosa; com a atriz Vanessa Machado e com Melissa Wilman (com quem ficou 14 anos e teve seu terceiro filho, Pietro Mesquita).
Seu filho mais velho, Luiz Otávio Coelho Mesquita (fruto de um relacionamento com Leonice de Coelho), é publicitário e também apresentador de TV.
Atualmente, namora Ana Ruas.

### Automobilismo
Entusiasta de automobilismo, tem uma longa carreira por diversas categorias nacionais de turismo. Atualmente compete pela Itaipava GT Brasil, na subcategoria GT4. Já competiu por categorias como a Stock Car Light e a Porsche GT3 Cup Brasil.

#### Resultados
Brasil GT3 Championship
| Ano  | Pos. | Equipe                | Nº | 1-1    | 1-2    | 2-1   | 2-2    | 3-1    | 3-2    | 4-1    | 4-2    | 5-1    | 5-2    | 6-1    | 6-2    | 7-1    | 7-2    | 8-1    | 8-2    | Pts |
| ---- | ---- | --------------------- | -- | ------ | ------ | ----- | ------ | ------ | ------ | ------ | ------ | ------ | ------ | ------ | ------ | ------ | ------ | ------ | ------ | --- |
| 2008 | 24º  | WB Motorsport Porsche | 56 | PR1 NP | PR2 NP | SP1 7 | SP2 11 | DF1 NP | DF2 NP | SP1 NP | SP2 NP | RJ1 NP | RJ2 NP | RS1 NP | RS2 NP | PR1 NP | PR2 NP | SP1 NP | SP2 NP | 2   |

### "Colecionista"
Apaixonado por televisão, Otávio coleciona objetos antigos das emissoras que trabalhou: Câmeras, canoplas de microfone, roupas antigas e partes de cenários. Utiliza o termo "colecionista" ao invés de colecionador.

## Controvérsias

### Acusação de estupro
Em março de 2025, Mesquita foi acusado de estupro pela comediante Juliana Oliveira, ex-integrante do programa The Noite com Danilo Gentili. O episódio se deu em 25 de abril de 2016, e a defesa alegou que a comediante foi vítima de "atos libidinosos com emprego de força física"; Mesquita chamou a acusação de "caluniosa".

## Filmografia

### Televisão
| Ano           | Título                  | Função / Papel  | Notas                              | Emissora                                                                 | Ref.          |
| ------------- | ----------------------- | --------------- | ---------------------------------- | ------------------------------------------------------------------------ | ------------- |
| 1987–98       | Perfil                  | Apresentador    |                                    | Rede Manchete (1987–88; 1992–93) SBT (1988–91; 1993–98) Record (1991–92) |               |
| 1992          | Talk Show               | Apresentador    |                                    | Record (1992) Rede Manchete (1993)                                       |               |
| 1993          | Show da Manchete        | Apresentador    |                                    | Rede Manchete                                                            |               |
| 1995–2000     | Domingo Legal           | Repórter        |                                    | SBT                                                                      |               |
| 1998          | Domingo Total           | Apresentador    |                                    | Rede Manchete                                                            | [ 20 ]        |
| 1998–99       | Tempo de Alegria        | Apresentador    |                                    | SBT                                                                      | [ 21 ]        |
| 1999          | Programa Livre          | Apresentador    |                                    | SBT                                                                      | [ 22 ]        |
| 2000          | Fantasia                | Apresentador    |                                    | SBT                                                                      | [ 23 ]        |
| 2000–01       | Perfil 2000             | Apresentador    |                                    | RedeTV!                                                                  | [ 24 ]        |
| 2000–01       | TV Fama                 | Repórter        |                                    | RedeTV!                                                                  | [ 24 ]        |
| 2000–01       | Superpop                | Apresentador    |                                    | RedeTV!                                                                  | [ 25 ]        |
| 2002–11       | A Noite É uma Criança   | Apresentador    |                                    | Rede Bandeirantes                                                        | [ 26 ]        |
| 2009–10       | Zero Bala               | Apresentador    |                                    | Rede Bandeirantes                                                        | [ 27 ] [ 28 ] |
| 2010          | Popcorn TV              | Apresentador    |                                    | Rede Bandeirantes                                                        | [ 29 ]        |
| 2011–13       | Claquete                | Apresentador    |                                    | Rede Bandeirantes                                                        | [ 6 ] [ 30 ]  |
| 2014–16       | Okay Pessoal!!!         | Apresentador    |                                    | SBT                                                                      | [ 9 ] [ 10 ]  |
| 2014          | Pousada do Ratinho      | Carteiro        | Episódio: "Especial de Fim de Ano" | SBT                                                                      | [ 31 ]        |
| 2017–presente | Operação Mesquita       | Apresentador    |                                    | SBT                                                                      | [ 32 ]        |
| 2019          | As Aventuras de Poliana | Otávio Mosquito | Episódio: "20 de fevereiro"        | SBT                                                                      | [ 33 ]        |

### Cinema
| Ano  | Título                   | Papel                    | Notas                                   | Ref.          |
| ---- | ------------------------ | ------------------------ | --------------------------------------- | ------------- |
| 2000 | Xuxa Popstar             | Ele mesmo                |                                         | [ 34 ]        |
| 2004 | Um Show de Verão         | Garçom                   |                                         | [ 35 ]        |
| 2013 | Colegas                  | Dr. Vergueiro            | Também foi produtor executivo do filme. | [ 36 ] [ 37 ] |
| 2014 | Muita Calma Nessa Hora 2 | Paparazzo                |                                         | [ 38 ]        |
| 2022 | Abestalhados 2           | Ele mesmo (apresentador) |                                         | [ 39 ]        |